# 斯卡爾山
63°25′S 57°1′W / 63.417°S 57.017°W
斯卡爾山（英語：Scar Hills）是南極洲的山丘，位於葛拉漢地的特里尼蒂半島，處於霍普灣東南岸，由瑞典的探險隊發現，現時由南極條約體系管理。